# Mycena purpureofusca
Mycena purpureofusca es una especie de hongo basidiomicetos,  de la familia Mycenaceae, perteneciente al género Mycena.

## Sinónimos
- Agaricus purpureofuscus (Peck 1885)
- Prunulus purpureofuscus (Murrill 1916)